# Once de Abril
Once de Abril est l'une des onze paroisses civiles de la municipalité de Caroní dans l'État de Bolívar au Venezuela. Sa capitale est Ciudad Guayana, chef-lieu de la municipalité et conurbation de plusieurs villes dont elle constitue la paroisse la plus à l'est, et notamment de San Félix, sur la rive droite du río Caroní.

## Géographie

### Situation
La paroisse civile est située à l'extrémité nord-est de la municipalité de Caroní.

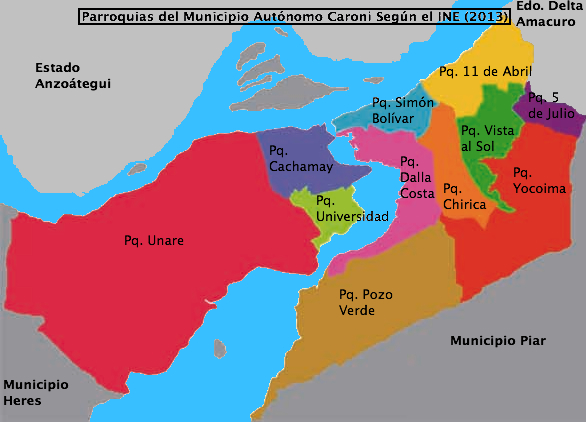
Carte des paroisses civiles de la municipalité de Caroní.

### Démographie
Paroisse urbaine de Ciudad Guayana, Once de Abril est divisée en plusieurs quartiers de la ville de San Félix :
- 11 de Abril
- 25 de Marzo
- Altamira I
- Altamira II
- Asentamiento Kavanayén
- Bella Vista
- Brisas del Orinoco
- Chirica Vieja (partagé avec Chirica)
- Invasión de 25 de Marzo
- Las Américas
- Las Batallas
- Río Claro
- San José de Cacahual